# Papahānaumokuākea
El Monument Nacional Marí de Papahānaumokuākea és l'àrea més gran marina protegida del món. El seu nom en llengua hawaiana, Papahānaumokuākea - triada pels residents d'aquest estat - respon a les tradicions i els mites relacionats amb l'aparició de les illes de Hawaii. D'acord amb les tradicions populars, Papahanaumoku és la deessa que va donar a llum a les illes, el seu marit va ser Wakea. L'àrea va ser nomenada pel programa de televisió Good Morning America dels Estats Units i el diari USA Today com una de les "Noves Set Meravelles del Món".
Des del 2010 forma part del Patrimoni de la Humanitat per la UNESCO i que abasta 1.510.000 km² d'aigües oceàniques, incloses deu illes i atols de les illes del nord-oest de Sotavent. Va ser creat el juny de 2006 amb 360.000 km² i es va ampliar l'agost de 2016 en traslladar la seva frontera fins al límit de la zona econòmica exclusiva, convertint-la en una de les àrees protegides més grans del món. És coneguda internacionalment pels seus valors culturals i naturals de la següent manera:
| « | L'àrea té una profunda significació cosmològica i tradicional per a la cultura viva dels natius hawaians, com a entorn ancestral, com a encarnació del concepte hawaià de parentiu entre les persones i el món natural, i com el lloc on es creu que s'origina la vida i on els esperits tornen després de la mort. A dues de les illes, Nihoa i Mokumanamana, hi ha restes arqueològiques relacionades amb l'assentament i l'ús preeuropeu. Gran part del monument està format per pelàgica i hàbitats d'aigües profundes, amb característiques notables com ara muntanyes submarines i bancs submergits, extensos esculls de coralls i llacunes. | » |

## Descripció
El monument admet 7.000 espècies, una quarta part de les quals són endèmiques. Les espècies destacades inclouen la tortuga carei en perill d'extinció, la tortuga marina verda amenaçada i la foca monjo de Hawaii en perill d'extinció, els pinsans de Laysan i Nihoa, l’ocell moliner de Nihoa, l'ànec de Laysan, ocells marins com l'albatros de Laysan, nombroses espècies de plantes de palmera i pritchardia, i moltes espècies d’artròpodes. Segons el Pew Charitable Trusts, les poblacions de llagosta no s'han recuperat de la recol·lecció extensiva dels anys 80 i 90, que ara està prohibida; la resta de pesqueries estan sobreexplotades, tot i que la pesca comercial està prohibida.
El Servei Nacional de Pesca Marina (NMFS) va informar l'any 2008 que moltes poblacions d'espècies no s'han recuperat completament d'un canvi a gran escala en l'ecosistema oceànic que va afectar el Pacífic Nord a finals de la dècada de 1980 i principis dels noranta. Aquest canvi va reduir les poblacions d'espècies importants com la llagosta, les aus marines i la foca monjo hawaiana. El monument rep una estricta protecció de conservació, amb excepcions per als usos tradicionals dels nadius hawaians i el turisme limitat.
El monument cobreix aproximadament 1.510.000 km² d'esculls, atols i març poc profunds i profunds (fins a 320 km mar endins) a l'oceà Pacífic, més gran que tots els parcs nacionals d'Amèrica junts. Conté aproximadament el 10 % de l'hàbitat tropical dels esculls de corall d'aigües poc profundes (és a dir, fins a 180 m en territori dels EUA. És una mica més gran que el parc marí de la Gran Barrera de Corall d'Austràlia, aproximadament la mida d'Alemanya, i una mica més petit que Alaska.
Les illes incloses en el monument formen totes part de l'estat de Hawaii, excepte l'atol de Midway, que forma part de la zona insular de les illes menors perifèriques dels Estats Units. Henderson Field, a l'atol de Midway, proporciona accés aeri al monument.
Unes 340.000 km² del monument formen part de la reserva d'ecosistema d'esculls de corall de les illes del nord-oest de Hawaii, designada l'any 2000. El monument també inclou el Midway Atoll National Wildlife Refuge (2.391 km²) i el Memorial Nacional de la Batalla de Midway, el santuari d'aus marines de l'estat de Hawaii a l'atol de Kure i el refugi marí estatal de les illes Hawaii del nord-oest.
Com a lloc mixt amb recursos naturals i culturals, la Unió Internacional per a la Conservació de la Natura (UICN) va comentar les característiques naturals del monument, i el Consell Internacional de Monuments i Llocs (ICOMOS) va avaluar els seus aspectes culturals.

## Administració

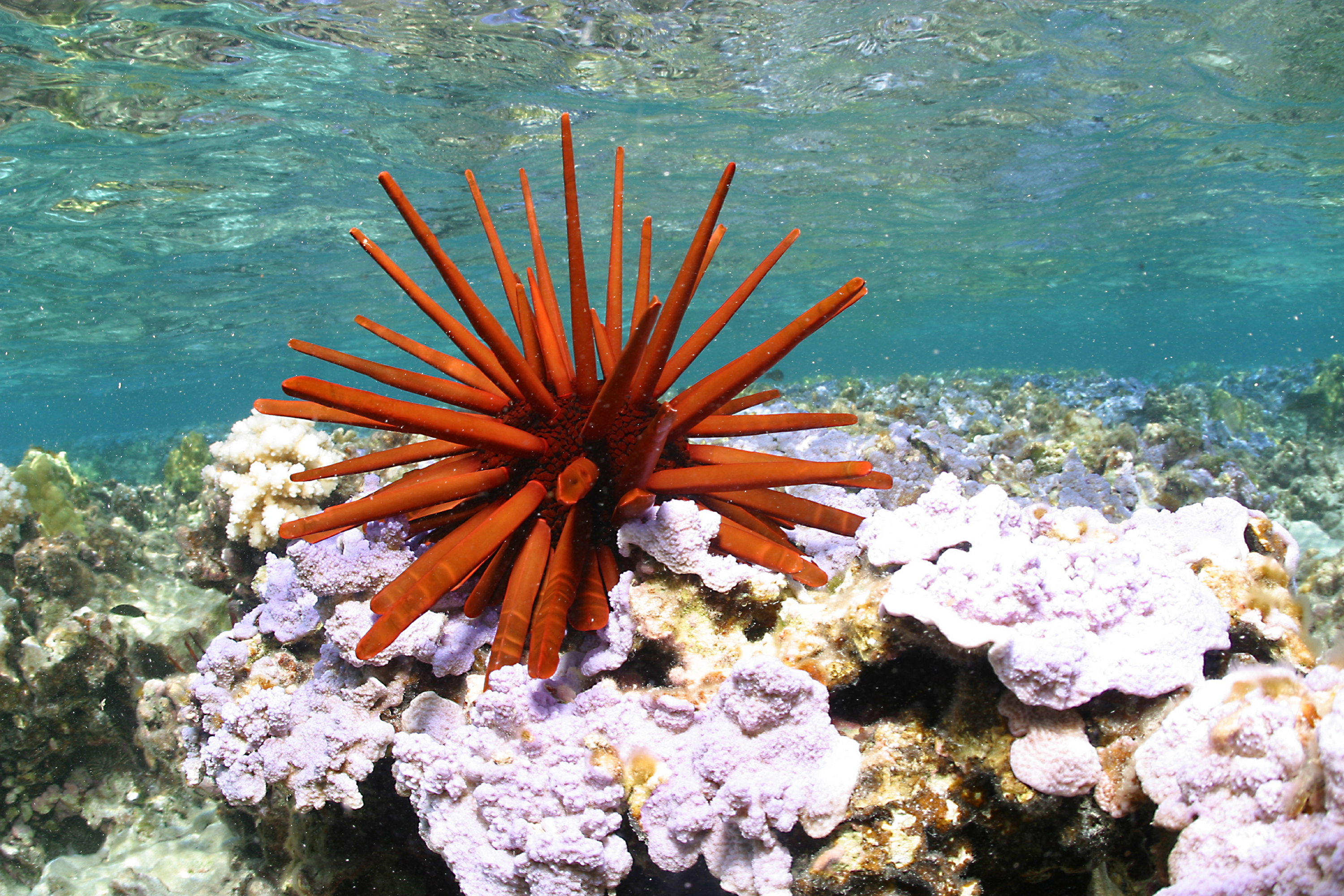
Eriçó de llapis vermell – Papahānaumokuākea

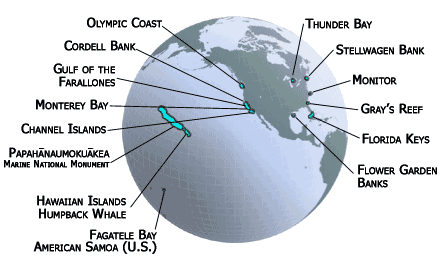
Mapa de localització global de tots els llocs del sistema del Santuari Marí Nacional dels Estats Units

L'àrea oceànica del monument està administrada per la National Oceanic and Atmospheric Administration (NOAA). Conté refugis, santuaris, reserves i monuments designats per Estats Units i Hawaii amb administració separada.
El Refugi Nacional de Vida Silvestre de les Illes Hawaii, amb una superfície de 1.029,6 km² és administrat pel Servei de Peix i Vida Silvestre dels EUA (FWS).

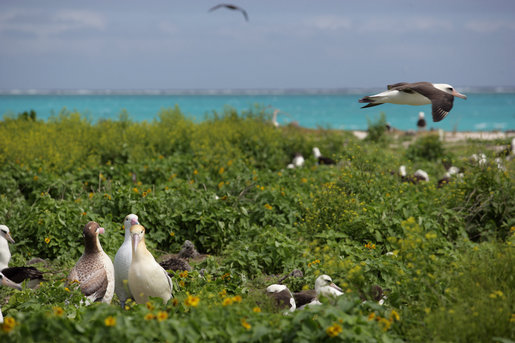
Albatros Laysan i de cua curta al Monument Nacional de les Illes Hawaii del Nord-oest

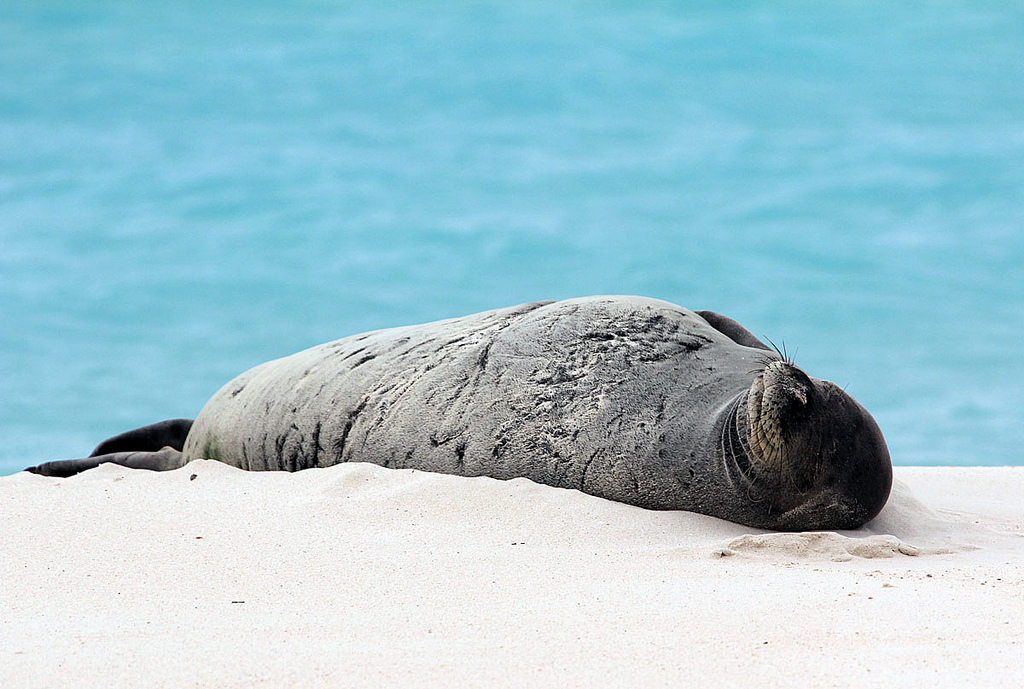
Foca monjo de Hawaii

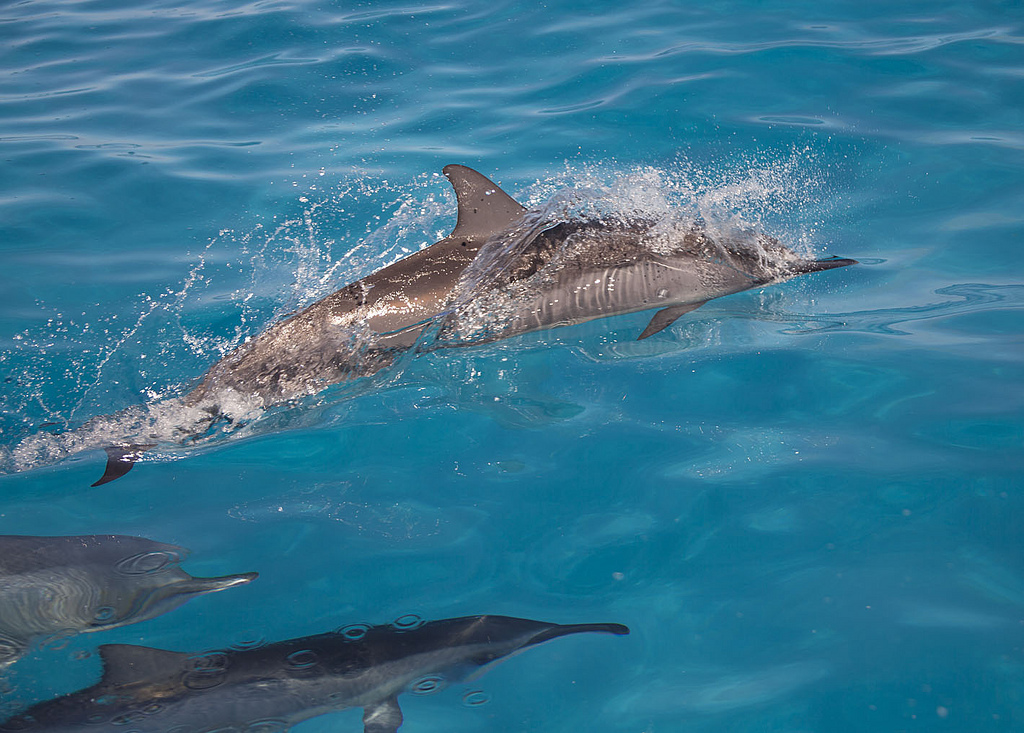
Dofí de musell llarg a l'atol de Midway

## Història
Les illes hawaianes del nord-oest (NWHI) van ser protegides per primera vegada el 3 de febrer de 1909, quan el president estatunidenc Theodore Roosevelt va crear la reserva d'aus de les illes Hawaii mitjançant una Executive Order, com a resposta a la sobreexplotació d'aus marines, i en reconeixement de la importància del NWHI com a llocs de nidificació d'ocells marins. El president Franklin D. Roosevelt el va convertir en el Refugi Nacional de Vida Silvestre de les Illes Hawaii el 1940. Va seguir una sèrie d'expansions de protecció incrementals, que van portar a l'establiment del Midway Atoll National Wildlife Refuge el 1988, el Kure Atoll State Wildlife Sanctuary el 1993 i la NWHI Coral Reef Ecosystem Reserve el 2000.
El president Bill Clinton va establir la Reserva d'Ecosistema d'Esculls de Corall de les Illes del Nord-oest de Hawaii el 4 de desembre de 2000, amb l'Ordre Executiva 13178. L'ordre executiva de Clinton va iniciar un procés per designar les aigües del NWHI com a Santuari Marí Nacional. L'any 2002 va començar un període de comentaris públics. El 2005, la governadora de Hawaii Linda Lingle va declarar parts del monument refugi marí estatal.
L'abril de 2006, el president George W. Bush i la seva dona van veure una projecció del documental Voyage to Kure a la Casa Blanca juntament amb el seu director, Jean-Michel Cousteau. Obligat per la representació de la flora i la fauna de la pel·lícula, Bush es va moure ràpidament per ampliar les proteccions.

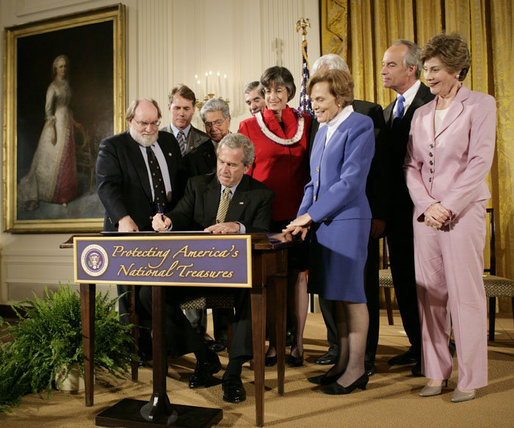
George W. Bush signant la proclamació per establir el monument el 15 de juny de 2006

El 15 de juny de 2006, Bush va signar la Proclamació 8031, designant les aigües de les illes del nord-oest de Hawaii com a monument nacional sota la Llei d'Antiguitats de 1906. L'ús de la Llei d'Antiguitats va evitar l'any normal de consultes i va aturar el procés d'aportacions públiques i va arribar just abans que es publiqués l'esborrany de la declaració d'impacte ambiental per a la proposta de Santuari Marí Nacional de les Illes Hawaii del Nord-oest. Aquest va ser el segon ús per part de Bush de la Llei d'Antiguitats, després de la declaració del Monument nacional Cementeri Africà a Manhattan el febrer de 2006. El procés legislat per a la participació de les parts interessades en la planificació i gestió d'una àrea marina protegida (AMP) ja havia pres cinc anys d'esforç, però l'establiment brusc de la NWHI com a monument nacional, en lloc de santuari, va proporcionar una protecció immediata i més resistent. La protecció només és revocable per llei.
Joshua Reichert va proclamar la importància de la designació oportuna, dient:
| « | L'estatus de monument és més ràpid; és més complet; i és més permanent. Només una acta del Congrés pot desfer la designació d'un monument. El procés del santuari, triga més; implica més aportacions del Congrés, més debat públic, més audiències i reunions. I ell [George W. Bush] òbviament va prendre la decisió avui, de fet, fer un pas audaç i crear alguna cosa que serà immediata, que la llei s'apliqui immediatament a aquest lloc ara. | » |

El NWHI va representar aproximadament la meitat dels peixos de fons desembarcats localment a Hawaii. La pesquera de peix de fons NWHI era una pesquera d'entrada limitada, amb vuit vaixells, que estaven restringits a 18 m de llargada. Frank McCoy, llavors president del Consell de Gestió de la Pesca Regional del Pacífic Occidental, va afirmar:
| « | Ens complau que el president reconegui l'estat quasi prístina de les aigües de les illes del nord-oest de Hawaii. Creiem que l'abundància i la biodiversitat de la zona avalen l'èxit de la gestió de les pesqueries del NWHI per part del Consell durant els darrers 30 anys i indica que les pesqueries degudament regulades poden operar al NWHI sense afectar l'ecosistema. La petita pesquera de peixos de fons del NWHI no ha posat en perill ni posaria en perill la protecció del NWHI que el president Bush persegueix designant la zona com a monument nacional. | » |

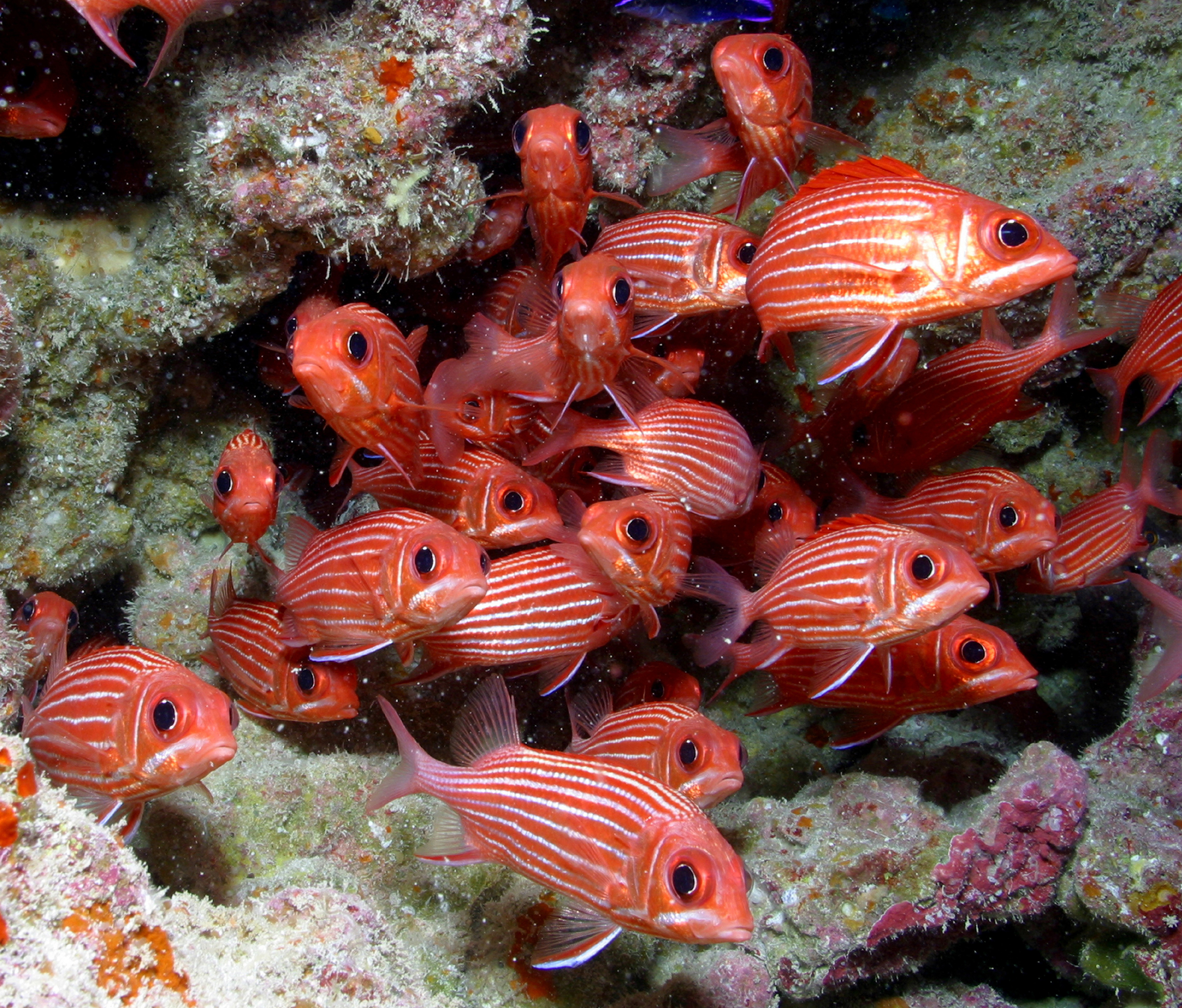
Peix esquirol hawaià a French Frigate Shoals, Papahānaumokuākea

El Servei Nacional de Pesca Marina va publicar informes que donen fe de la salut de les poblacions de peixos de fons. Es va recomanar que es continués la pesca de peixos de fons i de peix de fons comercial i recreatiu en virtut d'un esborrany de proteccions de la NOAA de 2004.
El 27 de febrer de 2007, el president Bush va modificar la Proclamació 8031, anomenant el monument "Papahānaumokuākea", inspirat en els noms de la deessa creadora hawaiana Papahānaumoku i el seu marit Wākea.
El 15 de maig de 2007, el president Bush va anunciar la seva intenció de presentar el monument per a l'estatus d'Àrea Marítima Particularment Sensible (PSSA), que «alertaria els navegants perquè tinguessin precaució a l'àrea ecològicament important, sensible i perillosa a la qual estan entrant». L'octubre de 2007, el Comitè de Protecció del Medi Marí de l'Organització Marítima Internacional va designar el monument com a PSSA. La pesca comercial va acabar l'any 2010.
El Grup Federal Interinstitucional del Patrimoni Mundial va designar oficialment el monument com a Patrimoni de la Humanitat el novembre de 2008. El monument nacional va ser inscrit a la Llista del Patrimoni Mundial el juliol de 2010 com a "Papahānaumokuākea". a la 34a Sessió del Comitè del Patrimoni Mundial a Brasilia.
Una expedició del 2010 a l'atol de Kure va enviar submarinistes a una profunditat de 76 m per descobrir noves espècies de corall i altres animals. L'aquari de Waikiki va cultivar les noves espècies de corall.
El 3 d'agost de 2015, els bussejadors van trobar el naufragi de la missió USNS San Miguel (T-AO-129) dins del monument. S'havia enfonsat allà el 8 d'octubre de 1957, quan va encallar a l'Escull Maro mentre anava a tota velocitat i en llast. Els investigadors mapejaran i estudiaran el naufragi in situ.
L'agost de 2016, el president Barack Obama va ampliar l'àrea del monument aproximadament quatre vegades, fins als límits de la zona econòmica exclusiva. En aquell moment era l'AMP més gran del món.
El 21 d'octubre de 2019, el naufragi del portaavions Akagi 2 de la Marina Imperial Japonesa, que es va enfonsar durant la Segona Guerra Mundial a la batalla de Midway el 4 de juny de 1942, va ser trobat dins del monument pel Vaixell oceanogràfic Petrel.
L'any 2020 es va descobrir una espècie d'alga que ha estat matant grans parts de corall.
L'any 2022, un estudi va informar que l'AMP actuava com a viver de tonyines. Prop de la reserva, la captura de tonyina d'aleta groga (Thunnus albacares) va augmentar un 54% entre 2016 i 2019 i la captura de tonyina patuda (Thunnus obesus) va augmentar un 12%. La captura va augmentar més entre 115 i 230 milles dels límits de la zona.

## Galeria

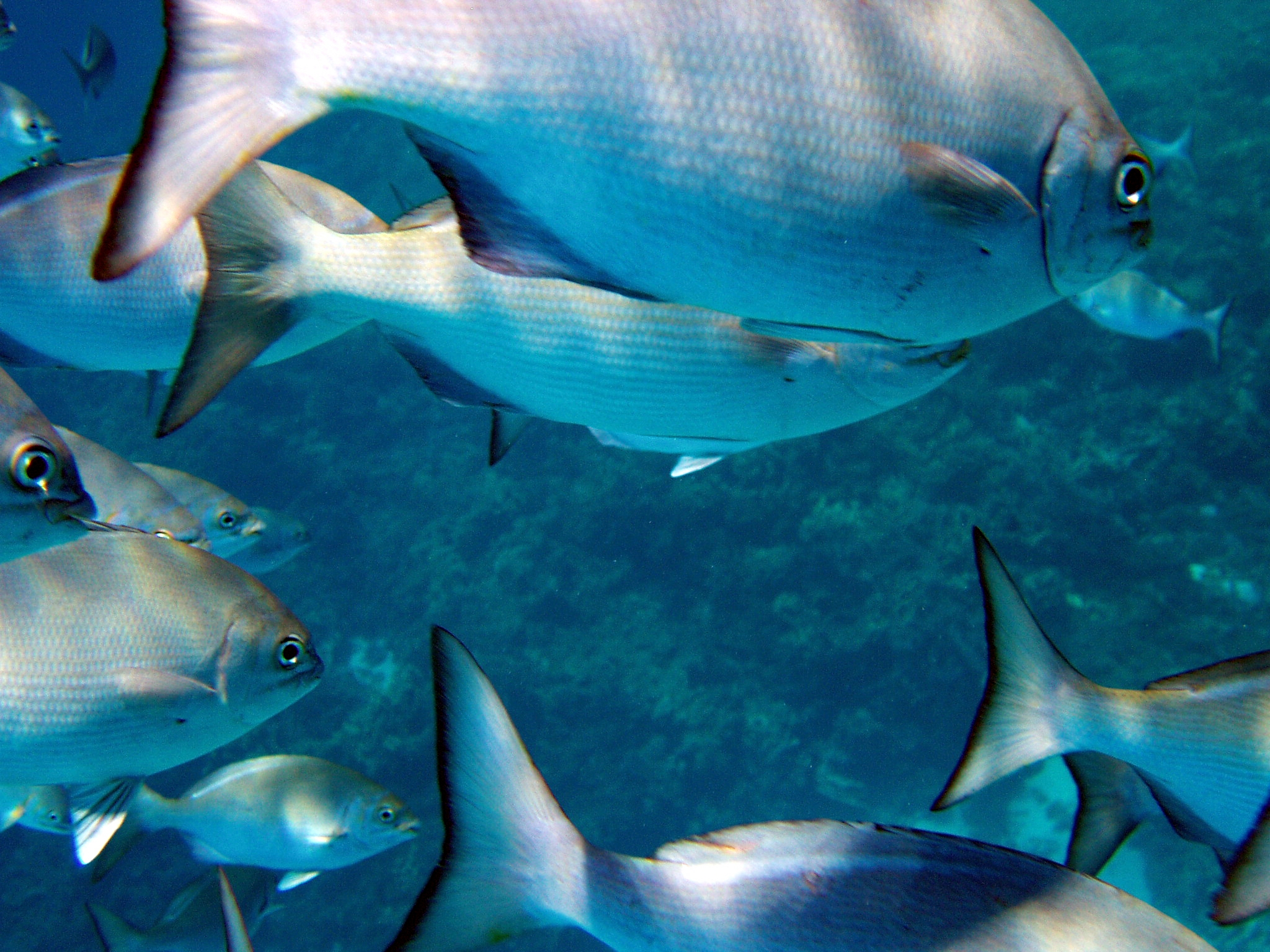
Escola de cadells de mar (Kyphosus)
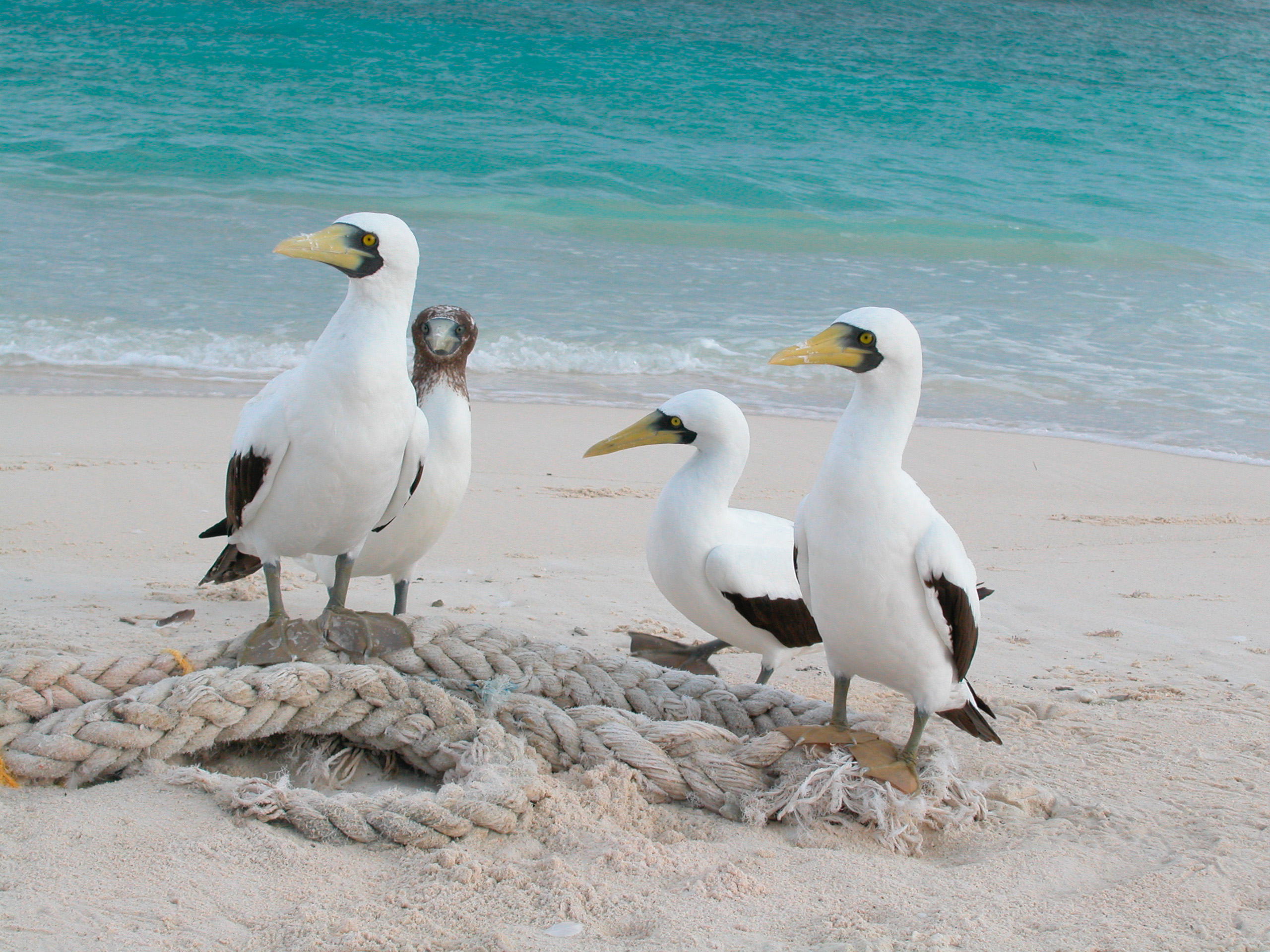
Sula dactylatra
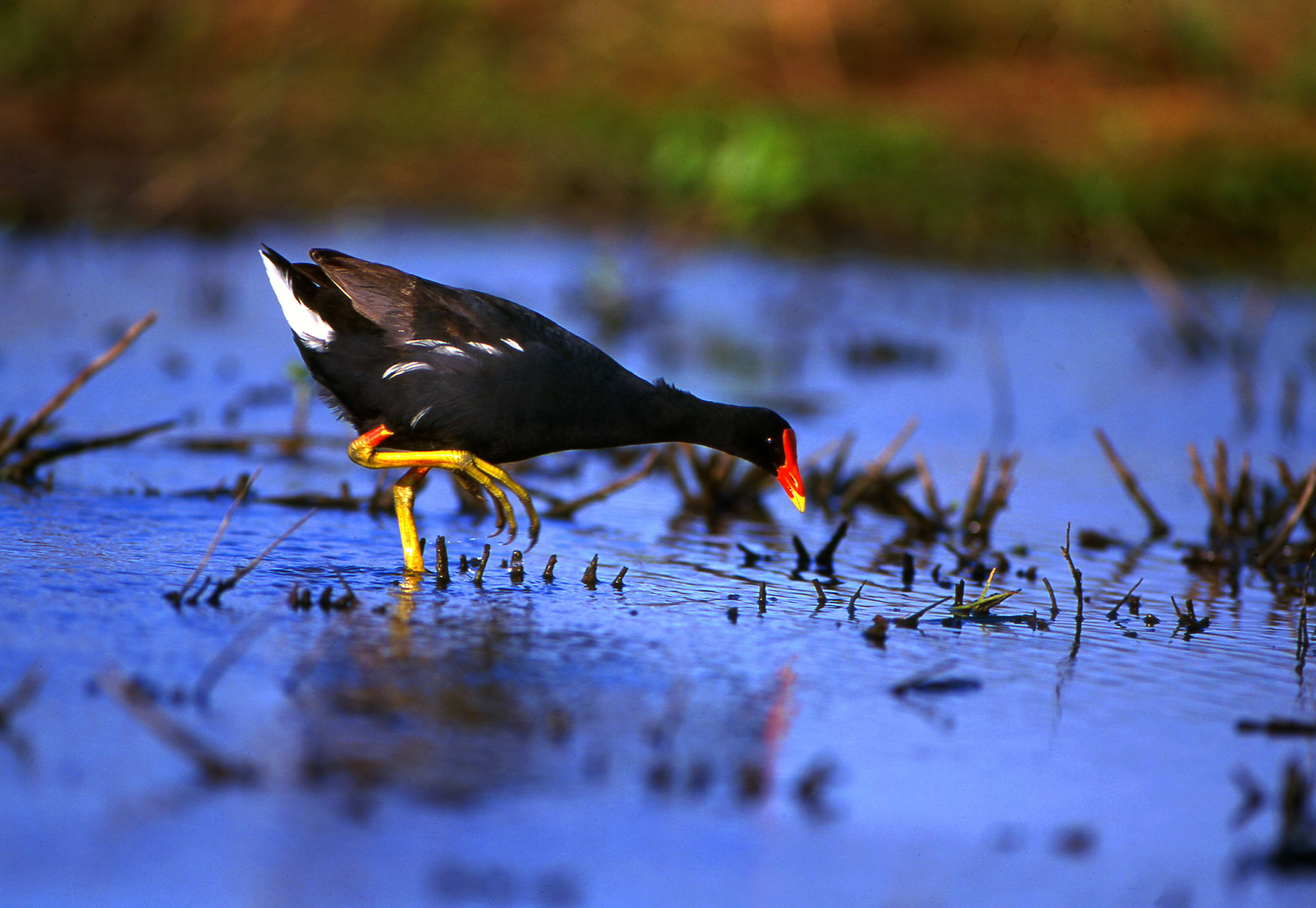
Gallinula galeata sandvicensis
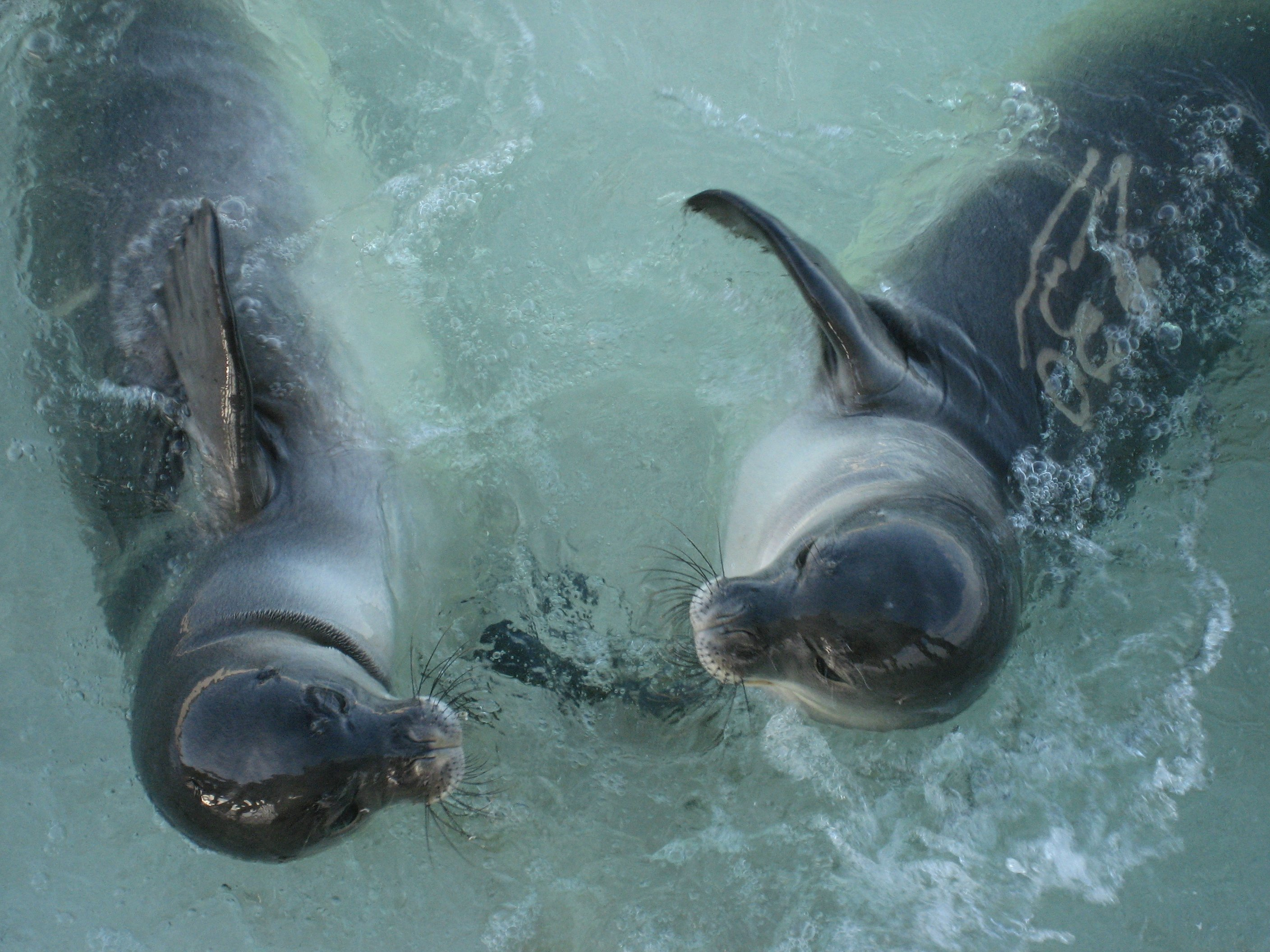
Foca monjo hawaiana (Neomonachus schauinslandi)
- Dofí giratori hawaià (Stenella longirostris longirostris)
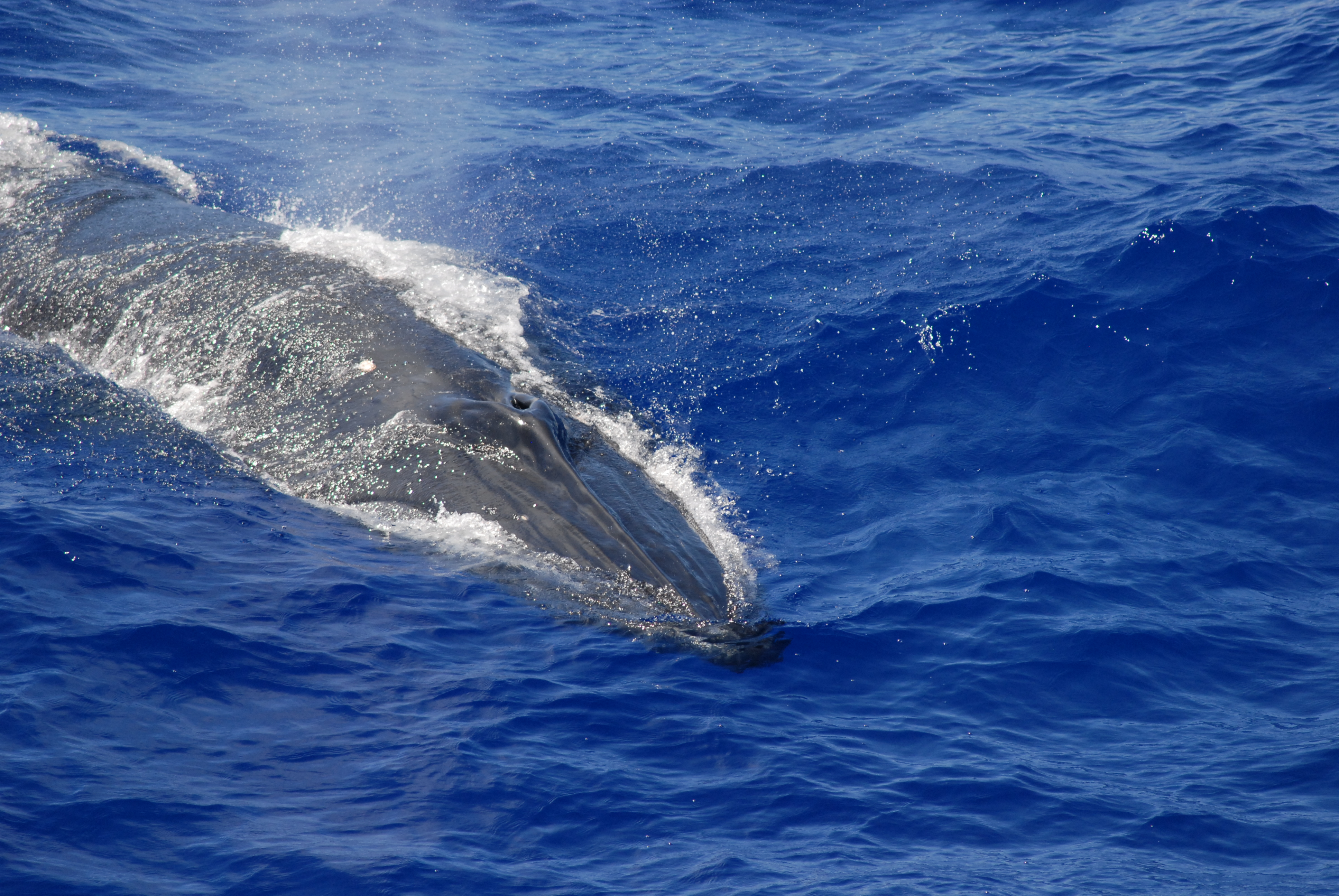
Balena de Bryde (Balaenoptera brydei)